# NGC 7140
NGC 7140 (również NGC 7141 lub PGC 67532) – galaktyka spiralna z poprzeczką (SBbc), znajdująca się w gwiazdozbiorze Indianina.
Odkrył ją John Herschel 4 października 1834 roku, lecz podał jej pozycję z błędem wielkości jednego stopnia. Obserwował ją też następnej nocy, a w rezultacie błędu z poprzedniego dnia skatalogował galaktykę po raz drugi jako nowo odkryty obiekt. John Dreyer w swoim New General Catalogue skatalogował obie obserwacje Herschela jako NGC 7140 i NGC 7141.